# Народний розміновувач
Народний розміновувач — це дистанційно керована система розмінування українського виробництва, яка працює як дистанційно так і на автопілоті. Призначена для гуманітарного розмінування полів, забруднених вибухонебезпечними предметами з вмістом вибухових речовин.
Народний розміновувач розроблений в колаборації бренду Efarm pro та заводом сільськогосподарської техніки «Заводом Кобзаренка». Трактор керується в автономному режимі без оператора в кабіні. Додатково на техніку встановлене захисне обладнання, яке працює за принципом мінного тралу. Система передбачає автоматичну роботу на великих площах з точністю до 2 см по заданому маршруту завдяки технології RTK (Real-Time Kinematic), що надає системам супутникового позиціювання точну інформацію щодо місцеперебування. Трактор за день здатен обстежити 20 000 м2 землі.
У 2024 році Народний розміновувач пройшов перші випробування на військовому полігоні. Наразі триває процес сертифікації.

## Гуманітарне розмінування
Мета даної розробки спрямована на зменшення шкідливого фактору дії вибухових речовин на життєдіяльність людей, пришвидшити процес гуманітарного розмінування українських полів та відновленню роботи фермерів.

## Історія створення
Ідея створити машину для розмінування виникла у СЕО компанії «Гардаріка Трес» бренду Efarm pro Олександра Приходченка.
Уже наступного дня після початку вторгнення, ми отримали телефонний дзвінок від фермера, який зробив замовлення на курсовказівник за рекомендацією сусіда. Фермер розповів, що поля, які він має засіяти, заміновані. Але, незважаючи на небезпеку, має працювати в березні, адже це час, коли потрібно засівати. Поступово з командою ми почали думати про те, як фермерам працювати на замінованих полях — це ж небезпечно. Тоді ми вирішили розробити наш трактор-розміновувач аби виключити людський ресурс у цій ризикованій роботі. Ми вже мали значний досвід роботи з автопілотами й системами навігації, що успішно працювали на українських полях. Це надихнуло нас створити пристрій, який виключив би ризик для людей на замінованих ділянках. Основним завданням було розробити машину, що здатна тримати удар від вибуху мін.— інтерв'ю для ШоТам

## Технічні характеристики
- Загальна ширина 3,4м
- Загальна довжина 8,7м
- Висота 3,2м
- Вага 16 тон
- Ширина обробітку 3мм
- Глибина обробітку до 100мм (в залежності від ґрунту)
- Робоча швидкість 0,2-0,8 км /година
- Оберти ротора до 200 об/хв
- Кількість молотків 57 шт
- Гідравлічний привід — 2 гідро-мотора
- Метал корпуса та захисту HARDOX 450
- Шасі трактор Т-156 (перший прототип)
- Управління дистанційне з пульта або по заданому маршруту, завдяки технології точного землеробства

Перший прототип розроблений на основі українського трактора Т-156 та повністю модернізований. Була покращена коробка передач та оптимізована гідравлічна система, щоб машина могла працювати на різних типах ґрунту. Трактор «Народний розміновувач» використовує систему безпілотного управління, що дозволяє йому автоматично проходити та розміновувати територію за заздалегідь заданою траєкторією. Це дозволяє виконувати розмінування з безпечної відстані та мінімізує потенційні небезпеки для людей. Основним робочим елементом техніки є ротор з ланцюгами, який проникає в грунт, створюючи тиск та руйнуючи вибухонебезпечні предмети ударом. Ця функція допомагає, як виявляти, так і безпечно нейтралізувати потенційні загрози для життя фермерів.

## Виробники
Компанія ТОВ Гардарика Трес (Gardarika Tres LLC) — виробник та дистриб'ютор агрообладнання (агронавігація, системи для обприскування полів, автопілоти для тракторів), займається системами точного землеробства з 2014 року. Компанія випускає свою продукцію під брендом Efarm.pro. Для «Народного розміновувача» український стартап розробляв систему автопілоту.
Продукти бренду Efarm.pro за 2022—2023 роки були представлені на міжнародних агровиставках: CES (головна світова технологічна подія в Лас Вегас), Biban Ер-Ріяд КСА, SET Berlin, BETD, SG Global в Кремнієвій долині, декілька з АПК. За допомогою тисячі користувачів технології українського стартапу зменшили викиди в атмосферу на 1,5 млн тонн СО2. За це вони отримали нагороду серед кращих кліматичний проектів від ЄБРР.
«Завод Кобзаренка» — машинобудівне підприємство аграрного сектору в Україні та виробник бункерів перевантажувачів в Європі. Має експорт в 32 країни. Завод займається виробництвом машини та її модернізацією.